# Gina de Araújo
Maria Georgina Araújo de Olinda Régis de Oliveira, mais conhecida como Gina de Araújo (Rio de Janeiro, 3 de abril de 1890 – Idem, 1960) foi uma compositora e cantora brasileira.
Gina de Araújo nasceu no Rio de Janeiro. Viajou para Paris para estudar canto. Entre seus professores se destacam Jules Massenet, Jean de Reszke e André Gedalge. Foi a primeira brasileira a ser admitida como membro da Societé des Auteurs et Compositeurs de Musique, em 1905. Foi casada com o diplomata Raul Régis de Oliveira, a quem escreveu uma missa de réquiem.
Como compositora escreveu peças e canções para piano, bem como algumas obras de maior escala para orquestra. Suas obras foram interpretadas por Corbiano Vilaça em Paris. Compôs a música para o Festival das Flores, na Cidade do México, em 1922.

## Obras principais[1]

### Orquestra
- Evocação, poema sinfônico
- Missa de Réquiem
- Cega Rega, 14 quadros musicais (1943)

### Piano
- Berceuse
- Noturno
- Automne
- Gavotte

### Canto e piano
- Rosée
- Ave Maria
- Bogarreaux
- Voyage dans le bleu
- Cloches plaintives
- Une larme
- Les rêves
- Berceuse
- Delaissée...
- En Septembre
- Nocturne
- Les rêves n.2